# 리기 철도
리기 철도(독일어: Rigi Bahnen)는 스위스 루체른 호수의 두 어귀 사이에 위치한 리기산에서 철도 그룹을 운영하는 철도 회사이다. 여기에는 루프트자일반 베기스-리기 칼트바트(LWRK) 케이블카와 함께 피츠나우-리기 철도 (VRB)와 아트-리기 철도(ARB)의 두 가지 표준궤 랙 철도를 포함된다.
해발 1,752m에 달하는 리기 철도는 유럽에서 가장 높은 표준궤 철도이다. 그들은 또한 루체른과 슈비츠의 두 주에서 가장 높은 철도이다. 피츠나우-리기 철도는 또한 유럽 최초의 산악 랙 철도로 유명하며, 미국의 워싱턴산 코그 철도에 이어 세계에서는 두 번째이다.

## 역사

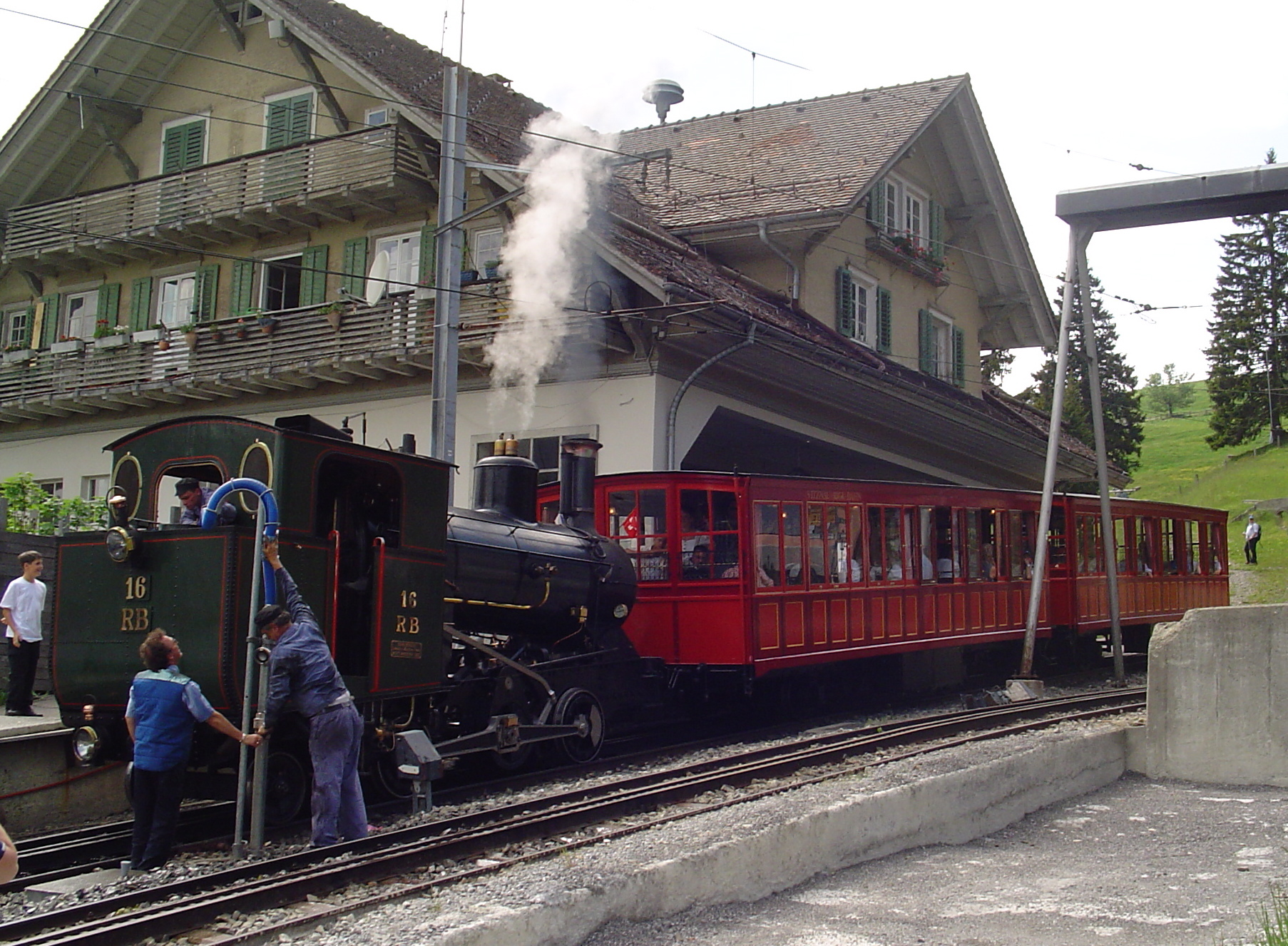
리기의 증기철도. 리기반 No.16, 1923년 SLM 제작 (Works No.2871)

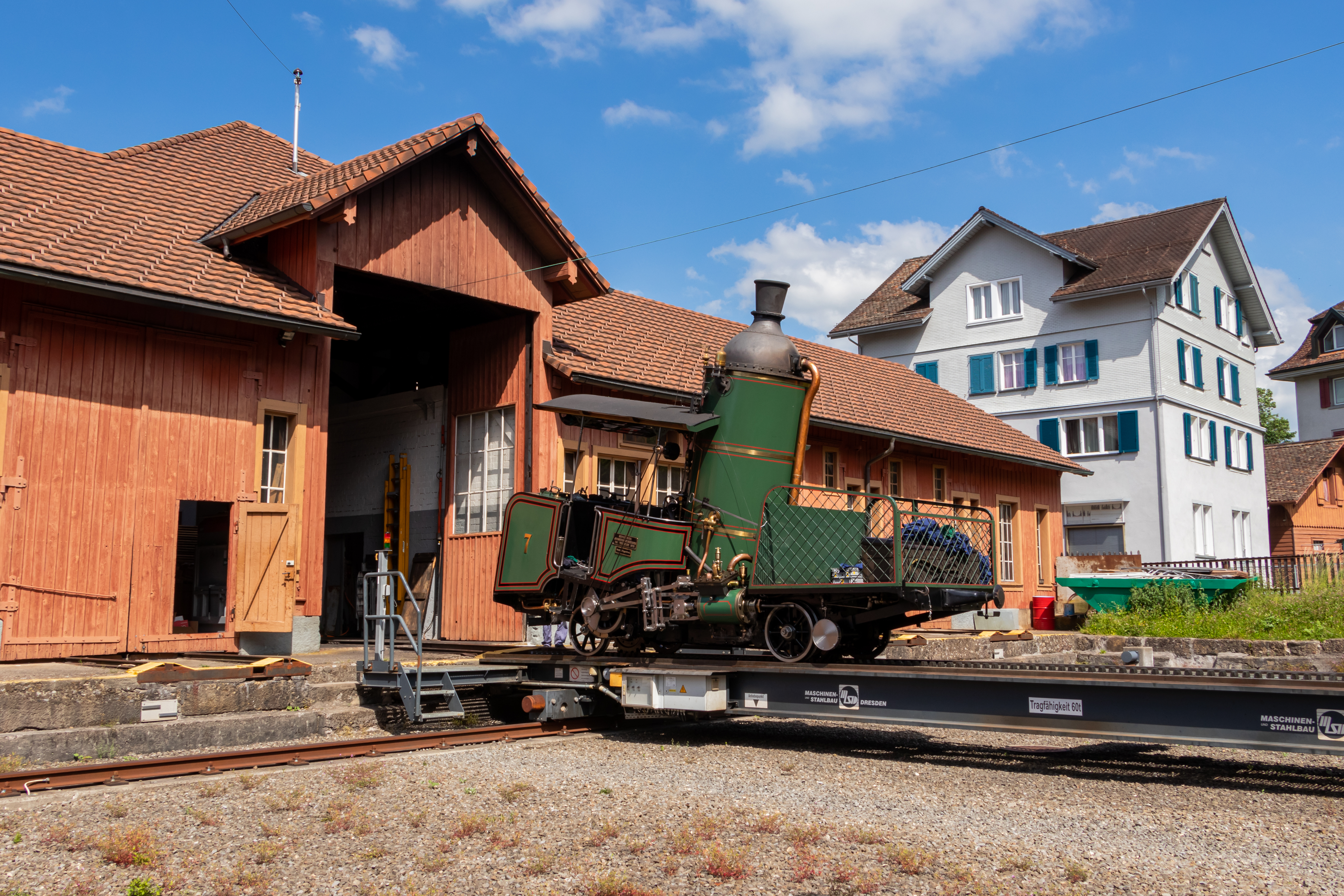
이 기관차는 특별한 경우에 여전히 역사적인 놀이기구에 사용된다. 1873년에 지어졌으며, 세계에서 유일하게 표준궤 랙이 장착된 수직 보일러식 증기기관차

### 피츠나우-리기 철도 건설
리기산의 경치 좋은 위치를 인식한 스위스 엔지니어 니클라우스 리겐바흐(Niklaus Riggenbach)는 루체른 호수 기슭과 리기산 남쪽 측면에 있는 피츠나우에서 정상에 가까운 지점까지 철도 건설을 지휘했다. 그는 이미 1863년 프랑스에서 특허를 받은 기술을 보유하고 있었다. 이 기술은 기관차 아래에 장착된 톱니바퀴와 맞물리는 철도 트랙 사이에 톱니바퀴가 있는 선반 시스템이었다.
동료 엔지니어인 올리비에 초케 및 아돌프 네프와 공동으로 그는 피츠나우에서 리기 슈타펠회헤까지 노선을 건설하는 허가를 받기 위해 루체른주에 신청서를 제출했다. 주 정부는 이미 워싱턴산 철도의 성공을 알고 있었고, 이 건설의 이점을 보고, 1869년 6월 9일에 허가를 내주었다.
건설 자체는 이듬해 9월에 시작되었으며, 1,250주를 제안한 유한 책임 회사는 발행 첫날에 크게 초과 청약되었다. 1870년 5월 21일, 리겐바흐의 생일인 1번 기관차 슈타트 루체른(Stadt Luzern)이 첫 시험 운행을 했다. 정확히 1년 후 랙 앤 피니언 기술을 사용한 최초의 산악 철도가 공식적으로 개통되었다. 한 번도 기회를 놓친 적이 없었던 리겐바흐는 첫 번째 기차를 타고 리기 슈타펠회헤의 상부 종점까지 갔다.
피츠나우에서 리기 슈타펠회헤까지의 선은 길이가 5km이고, 총 1,115m를 올라 정상에서 1,550m의 높이에 도달했으며, 최대 기울기는 25%였다.

### 기차가 정상에 도착
원래 건설된 피츠나우-리기 철도는 루체른주와 슈비츠주 사이의 경계였기 때문에 리기 슈타펠회헤에만 도달했다. 리기산의 정상은 슈비츠주에 있으며, 산의 북쪽 경사면과 아래 추크 호수에 있는 아트 마을이 있다.
1870년에 12명의 아트 시민으로 구성된 위원회는 리기 슈타펠회헤와 리기 쿨름을 연결하는 두 번째 노선과 함께 아트에서 오버아트를 거쳐 리기 쿨름까지 운행하는 철도에 대해 슈비츠주 위원회의 허가를 받았다. 피츠나우-리기 철도를 담당했던 동일한 엔지니어링팀이 이 노선의 건설도 담당했다.
아트 회사는 리기 슈타펠회헤에서 리기 쿨름까지 노선을 건설하는 것으로 시작했으며, 이 노선은 1873년 여름 교통량에 맞춰 개통될 준비가 되었다. 이 노선은 피츠나우와 피츠나우 회사에서 열차를 운행하는 노선과 연결이 끊겼다. 아트사에 사용에 대한 지상 임대료를 지불하는 것이다. 이러한 상황은 1992년 합병될 때까지 계속되었다.
리기 슈타펠회헤에서 리기 쿨름까지의 노선은 길이가 1.8km에 불과했지만, 기차가 해발 1,752m의 정상에 도달할 수 있게 해주었다. 662.7 ft) 리기 슈타펠회헤에서.

### 아트-리기 철도 건설

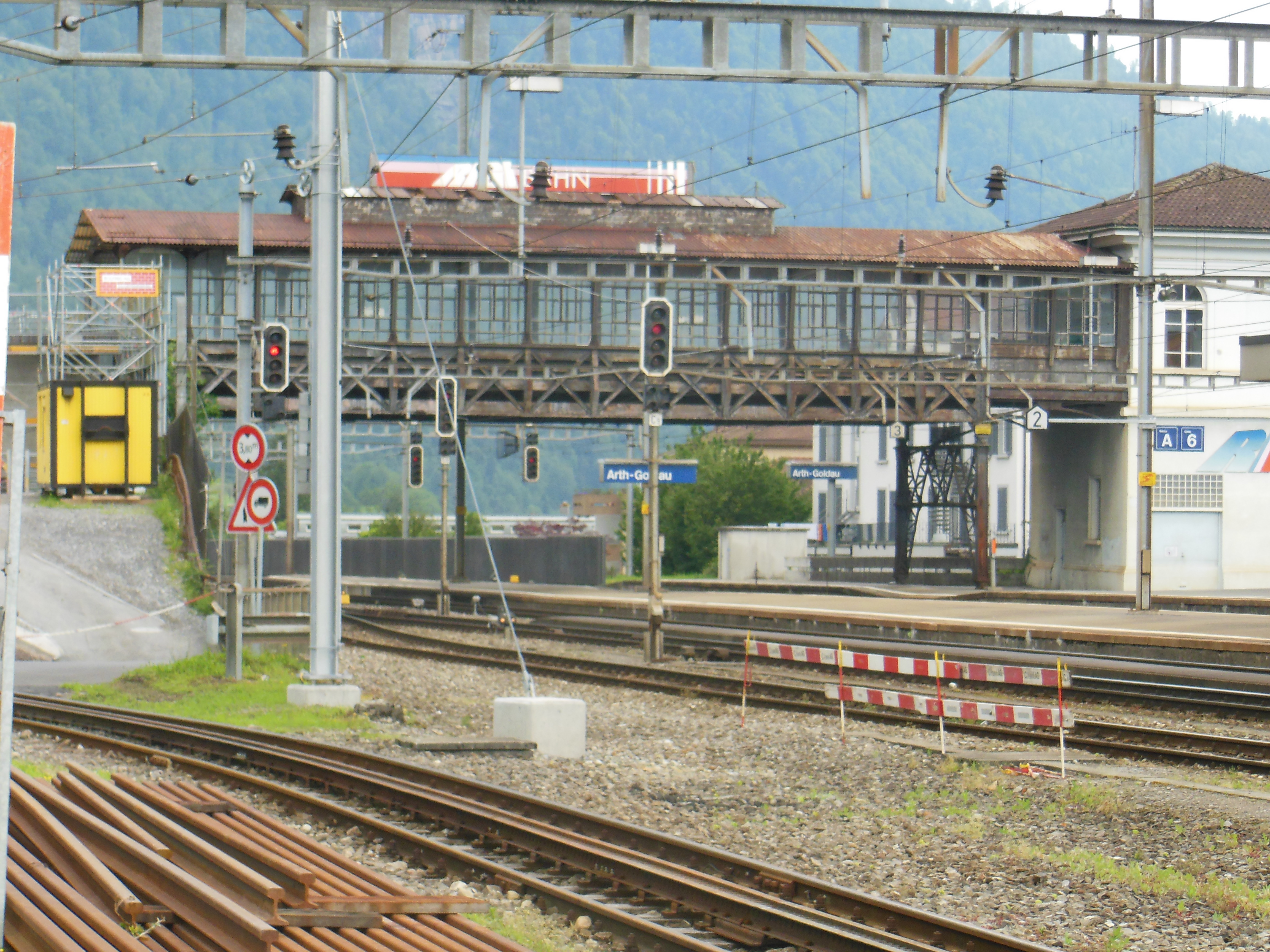
아트-골다우역의 아트-리기 철도의 고층 승강장, 지하에 주요 승강장이 있다.

아트-리기 철도의 본선에서 건설이 시작될 무렵에는 고트하르트 철도에서도 건설이 시작되었으며, 이 본선 철도에는 아트-골다우역으로 알려진 아트의 역이 포함될 것이 분명했다. 아트-리기 노선이 이 역과 연결되어야 한다는 것은 분명히 중요했다.
아트-리기 철도 건설에 대한 허가는 1873년 리겐바흐가 설립한 아라우의 등산철도 국제회사에 양도되었으며, 이 회사는 CHF 4.2백만의 비용으로 일반 계약자로서 철도 프로젝트를 수행했다. 증기 기관차 6대 중 5대를 운영하는 데 필요한 증기 기관차를 공급했다. 추크 호수 옆의 역인 아트-암-제에서 오버아트에 이르는 첫 번째 구간의 건설이 1873년에 시작되었고, 기차역의 위치가 주요 노선 회사와 합의된 후 1874년에 두 번째 구간의 건설 공사가 진행되었다. 1875년 6월 4일 아트-리기 철도가 개통되었다. 이 노선은 연중 운영이 시작된 1884년까지 여름에만 운행했다.
아트에서 리기 슈타펠회헤 교차로까지의 선은 길이가 6.8km였으며, 아트선의 총 길이는 8.6km였다. 최대 기울기는 20%였다.

### 리기-샤이데크 철도 건설
아트-리기 철도가 건설되는 동안 리기 대산괴에 또 다른 노선도 건설되고 있었다. 이것은 피츠나우-리기 철도의 리기 칼트바트와 동쪽의 리기 샤이데크를 연결했다. 앞의 두 노선과 달리 리기-샤이데크 철도는 산을 오르지 않고, 산 정상 부근의 등고선을 따랐으며 랙 철도가 아니다. 또한 다른 두 라인과 달리 1,000mm 미터궤라서 다른 노선에 직접 연결되지 못했다. 이 노선은 1874년과 1875년에 두 단계로 개통되었다.

### 전철화
아트에서 골다우까지의 짧은 구간에 대한 최초의 전철화는 1906년 겨울 시간표의 시작과 함께 이루어졌다. 골다우에서 리기 쿨름까지의 산악 구간은 1928년까지 여름에만 운영되었으며, 다음과 같이 전원이 켜졌다. 그해는 국내 최초의 표준궤 랙 및 피니언 철도를 전기 트랙션으로 전환했다. 1937년, 산 반대편인 피츠나우에서 출발하는 선이 전선 아래로 들어왔을 때에도 전철화가 계속되었다. 전철화 프로그램은 가공선에서 1500V DC 전원을 공급했다.

### 폐쇄 및 신규 노선

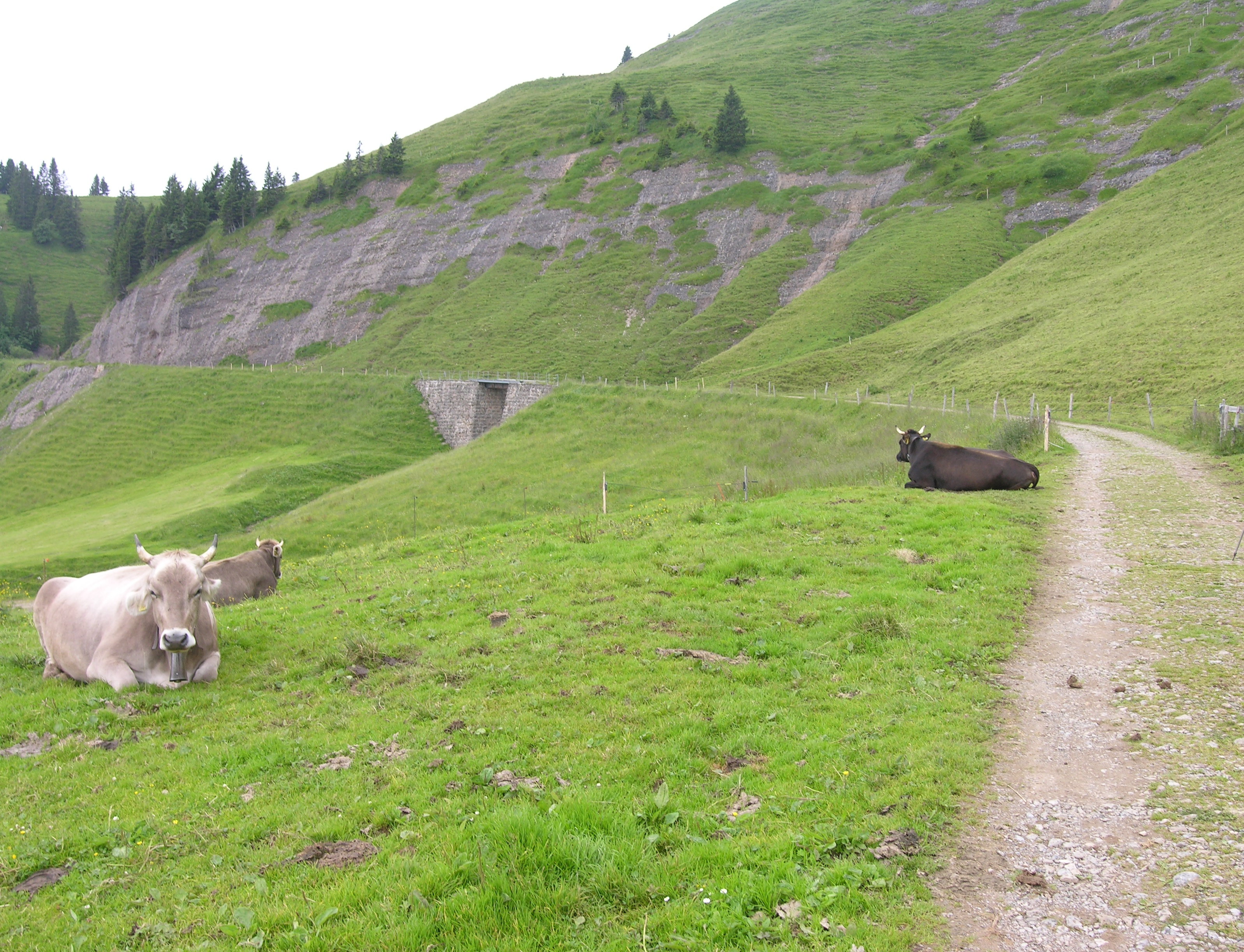
폐쇄된 리기-샤이테크 철도길

1931년에는 한 번도 전철화되지 않았던 리기-샤이데크 철도가 폐쇄되었다. 70m 터널과 여러 다리를 포함하는 이 노선은 이제 탁 트인 보도 역할을 하며, 겨울에는 크로스 컨트리 스키에도 사용된다.
1959년 1월 1일이 되어서야 두 번째 폐쇄가 이루어진 아트-리기선의 아트, 추크호와 아트-골다우역이 버스 서비스로 대체되었다. 아트-리기선은 본선 트랙 위의 역에서 종료되었다.
아트-리기 철도와 피츠나우-리기 철도를 연결하는 새로운 철도 연결이 리기 슈타펠에 건설되었으며, 1990년에 개통되었다.

### 합병과 공중트램
1967년 스위스 정부는 루체른 호수 기슭에서 리기산 정상 부근까지 운행하는 공중 케이블카 운영 허가를 받았다. 피츠나우-리기 철도와의 직접적인 경쟁을 피하기 위해 공중 케이블카는 베기스에서 출발하여 루체른에서 출발하는 호수 증기선과 연결되어 리기 칼트바트에서 철도와 연결되었다. 라이센스는 리기 철도 회사에 부여되었다.
건설 기간은 짧았고, 11개월 만에 새로운 공중 케이블카가 완공되어, 1968년 7월 15일에 개통되었다. 케이블카는 호숫가에서 정상까지 약 924m 상승하며, 여행 시간은 10분에 불과하다. 리기 칼트바트의 100m 경로는 케이블카의 산악역과 기차역을 연결한다.
기술 설치는 골다우의 가라벤타사가 작업을 했고, 대형캐빈은 아르부르크의 카로서리 제작소(Carrosseriewerke)에서 공급했다. 케이블카 개통 25주년(1993년)에 원래 두 개의 빨간색 객실이 현대식 파노라마 객실로 교체되었다.
1992년 두 철도 회사가 합병하여 리기 철도 회사가 되었고, 같은 해에 리기 스키 리프트 회사를 인수했다.

## 운행

### 종점

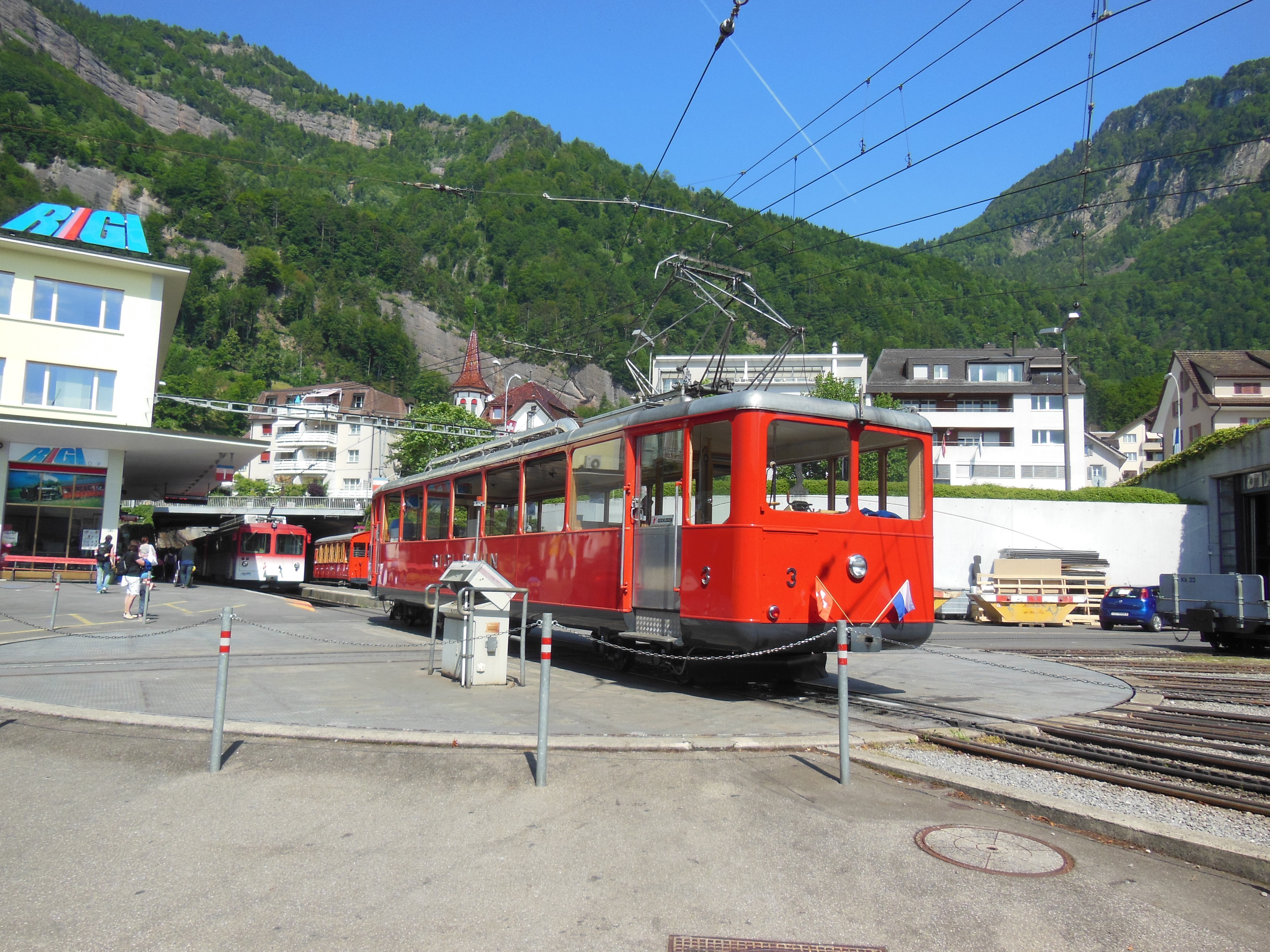
피츠나우 종점, 역과 차고를 연결하는 턴테이블에서 다양한 노후 차량 선택 가능

피츠나우-리기 철도는 피츠나우 중심부에 있는 터미널 역에서 출발 하며 루체른호 해운이 운행하는 착륙 단계에 인접해 있다. 이 회사는 피츠나우와 루체른 시 및 루체른 호수의 다른 장소를 연결하는 서비스에서 일부 유서 깊은 외륜선 을 포함한 여객선을 운영하고 있다. 역과 착륙장 사이의 광장은 호숫가 차고에 접근하기 위해 철도가 사용 하는 턴테이블 이 대부분 차지한다.
아트 에서 구간이 폐쇄된 이후 아트-리기 철도는 이제 아트-골다우 역의 본선 승강장 위의 플랫폼에서 직각으로 시작된다. 노선 창고는 역의 남쪽에 있으며, 연결 선로는 산악 철도와 본선을 연결한다.
두 철도 모두 리기 쿨름에서 공통 터미널역을 공유하지만, 두 트랙은 역에서 연결되어 있지 않으며 리기 슈타펠회헤까지 가는 두 노선은 약간 다른 경로를 따른다. 각 철도에는 단일 스텁 트랙과 플랫폼이 있다.

### 통과점
아트-리기선은 일부 역에 통과 지점이 있는 단일 노선이다. 아트-골다우에서 순서대로 크레벨은 리기 샤이데크 케이블카, 프루틀리, 클로스털리 및 슈타펠과 연결되어 있다. 피츠나우-리기 노선에는 단 하나의 통과 구간, 프라이베르겐에서 리기 칼트바트역 바로 아래까지 이어지는 긴 복선 구간이 있다.
슈타펠에는 두 철도 사이의 유일한 선로 연결이 있다. 여기에는 역 아래에 있는 피츠나우-리기선을 떠나서 아트-리기선의 대피선에 합류할 때까지 자체 선과 평행하게 달리는 단일 선이 포함된다. 연결 트랙은 서비스 간의 재고를 안정화하는 데에도 사용된다.

### 기관차, 철도 차량 및 철도 차량

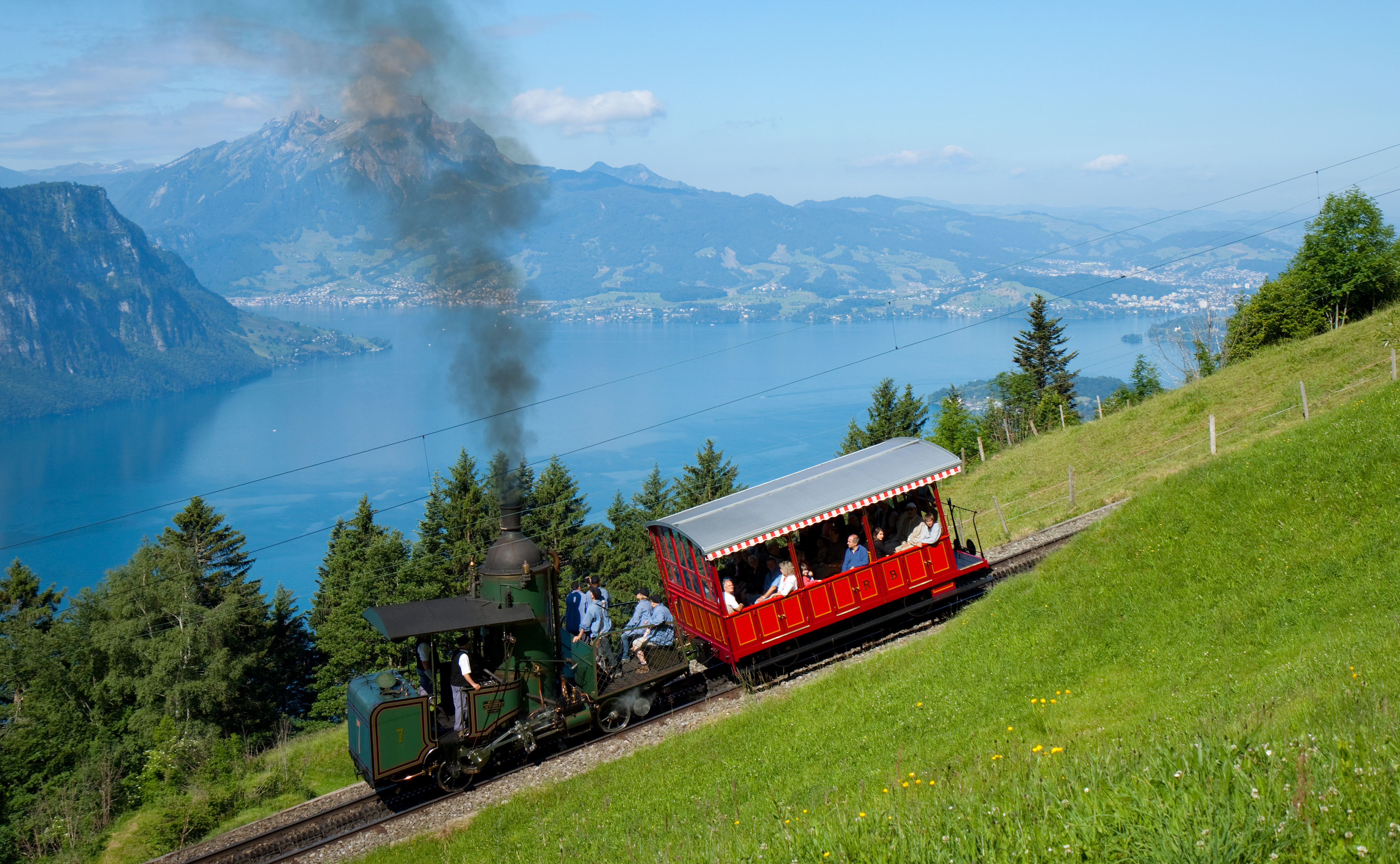
비츠나우 리기반의 기관차 7호 차량이 리기산을 오르고 있다.

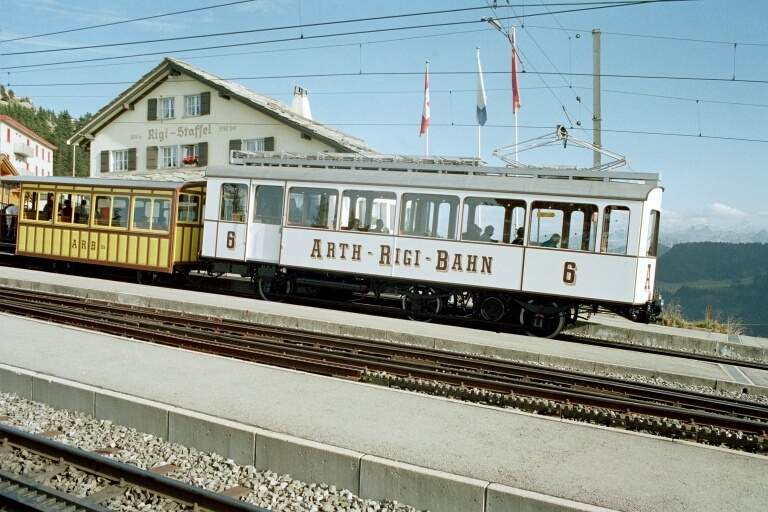
1911년부터는 6호차, 1899년부터는 35호차와 함께 운행

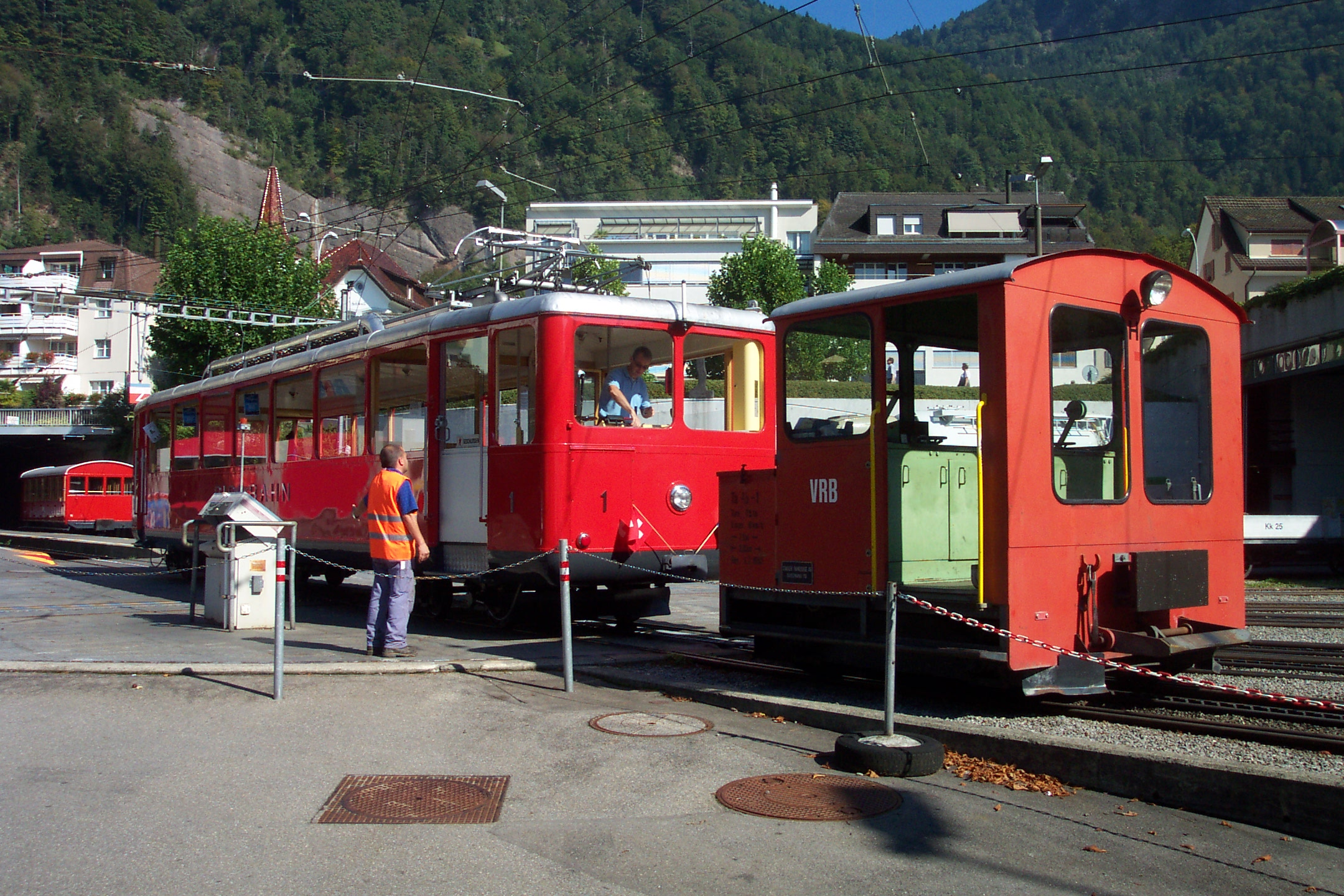
1937년에 만들어진 VRB 1호 전차와 배터리 전기기관차가 비츠나우 종착역 턴테이블에 있었다.

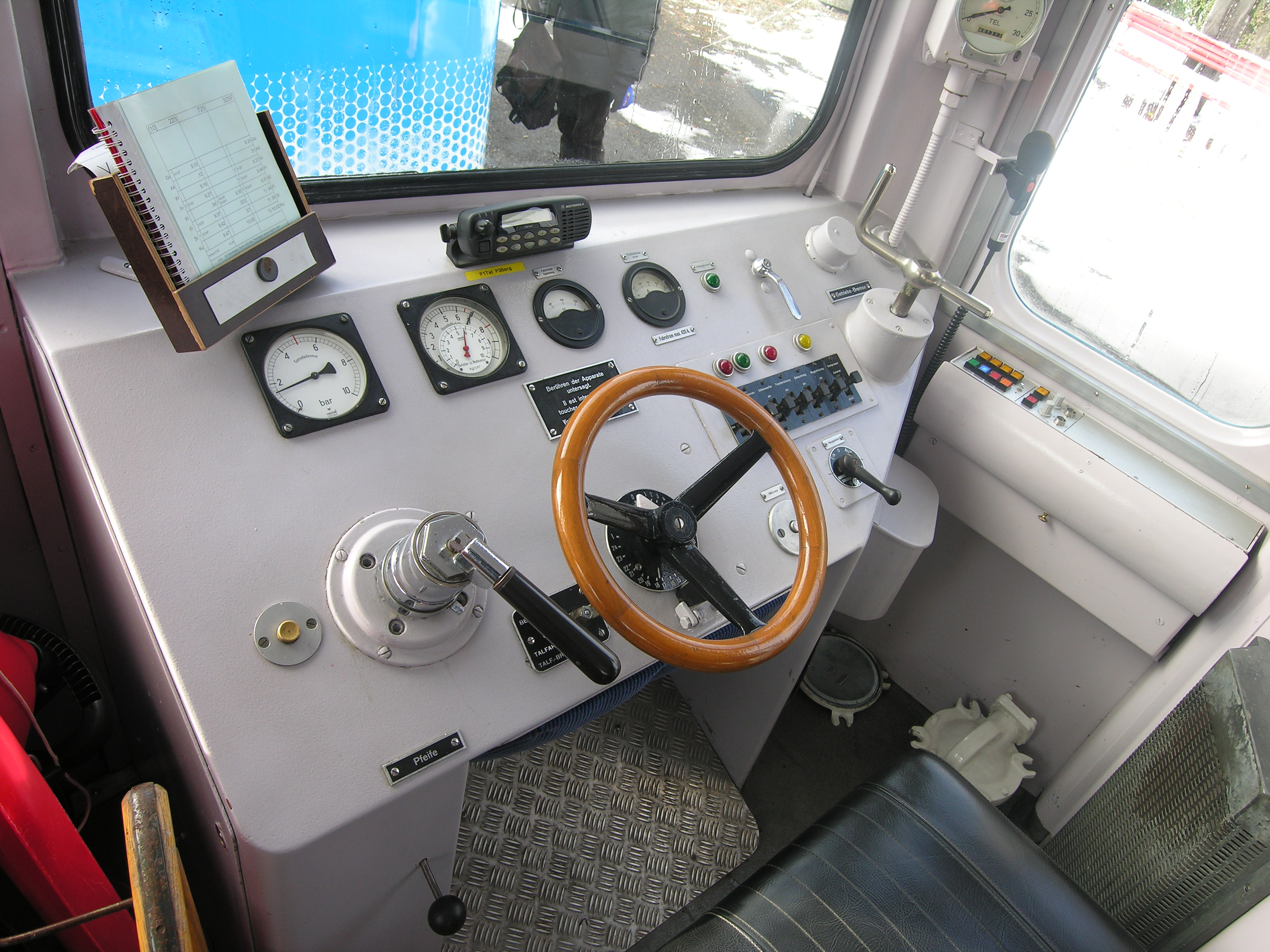
리기 톱니바퀴 전동열차의 운전대

이 라인은 16호( SLM No.2871, 1923년 제작)와 17호(SLM No.3043, 1925년 제작) 2대의 증기 기관차를 운영하고 있다. 그들은 짙은 녹색으로 칠해져 있고 빨간색으로 줄 지어 있다. 그들은 또한 3개의 전기 기관차를 보유하고 있다. Stadler는 배터리로 작동되는 빨간색 상징의 Ta 2/2 등급으로 식별 VRB 1을 전달하며 일반적으로 SLM/ MFO , 주황색으로 번호가 매겨진 8번은 아트 제설기 기관차이며, 추가 등급 He 2/2는 빨간색으로 장식되어 있고 번호는 18이며, 1938년 SLM에서 제작했으며, 일반적으로 피츠나우를 기반으로 한다.
Bhe 2/4 등급의 철도 차량은 피츠나우 구간에서 운행할 수 있도록 빨간색으로 도색되어 있다. 번호 1 - 3(포함) 그들은 SLM/ BBC의 제품이었고 1937년 노선의 전기화와 함께 도입되었다. 세 대의 철도 차량으로는 느린 증기 기관차를 완전히 대체하기에 충분하지 않았기 때문에 같은 시리즈의 네 번째 철도 차량이다. 처음 세 대는 1953년에 구입했다. 더 큰 화물창을 받았고 BDhe 2/4로 분류되어 번호 4를 받았다.
1964년에는 같은 제조사의 BDhe 4/4 클래스가 승객 수송 능력을 더하기 위해, 다시 SLM/BBC에서 1986년에 21번과 22번 2대의 철도 차량(BDhe 4/4)이 도착했다. 단일 엔드 구동 트레일러 (Bt) 번호가 31 및 32로 15번 철도 차량과 거의 동일하다. 철도 차량은 단일 장치로 작동할 수 있지만, 일반적으로 트레일러와 함께 작동하는 것을 볼 수 있다.
아트 구간에서 SLM / SAAS가 제작하고, 번호가 11 및 12인 1949년에 도착한 클래스 BDhe 2/4 철도 차량은 1954년에 No.13, 1967년에 No.14가 합류했다. 이들은 클래스 BDhe 4/4 No로 합류했다. 1982년 .15. Class Bt 구동 트레일러는 1958년에 21번과 22번, 1960년에 23번, 1967년과 1982년에 24번과 25번의 철도 차량을 따랐다. 이 차량은 파란색/흰색으로 표시된다. 교통량이 적은 날에는 트레일러 없이 철도 차량을 운행하는 것이 일반적이다.
일부 구형 철도 차량의 운전실은 승객 구역과 분리되어 있지 않다.
이 라인에는 역사적인 코치와 특수 용도의 코치 컬렉션도 있다. 이 차량의 가장 일반적인 용도는 증기 기관차로 기차는 일반적으로 3대의 객차로 구성된다.
BDhe 2/3, 6호 차량은 1911년에 제작된 세계에서 가장 오래된 톱니바퀴-기차이다. 1899년에 제작된 노란색 색상의 객차 B2, No.35와 함께 작업하여 이것이 리기 풀만 열차를 형성한다. 안락함을 좋아하는 승객을 위한 덮개가 있는 좌석, 더 튼튼한 승객을 위한 나무 벤치, 발을 안정적으로 유지할 수 있는 승객을 위한 스탠딩 바가 있다. 바에는 건축 당시의 복장을 한 여주인이 있다.
이 노선은 또한 SIG /SLM/MFO가 제작한 1925년 제작 BDhe 2/4 7호인 차량의 또 다른 초기 사례의 본거지이다. 이것은 종종 코치와 함께 또는 겨울에 터보건 마차와 함께 아트에서 작동한다.